# Viktor Ajbek
Viktor Ajbek (Vukovar, 9. rujna 1920. – Rijeka, 3. veljače 1993.) bio je hrvatski nogometni reprezentativac.
Započeo karijeru u vukovarskoj Slogi i nastavio u zagrebačkoj Concordiji;
Za hrvatsku nogometnu reprezentaciju nastupio je samo jednom (1942. u Bukureštu, protiv Rumunjske, rezultat je bio 2:2).